# نان قتلمه
قتلمه نان لایه ای سرخ شده است که در آشپزی آسیای مرکزی، پاکستان، ترکیه و آذربایجان رایج است.

## ریشه‌شناسی
کلمه قتلمه در زبان‌های ترکی به معنای «تا کرده» است که از فعل کتلامک «تا کردن» می‌آید که احتمالاً به روش سنتی تهیه این نان اشاره دارد.

## انواع

### پاکستان
قتلمه لاهوری (قتلمه) یک نان خوش طعم پاکستانی است. این غذا در سرتاسر جهان در بهترین رستوران‌های پاکستانی سرو می‌شود.

#### آماده‌سازی

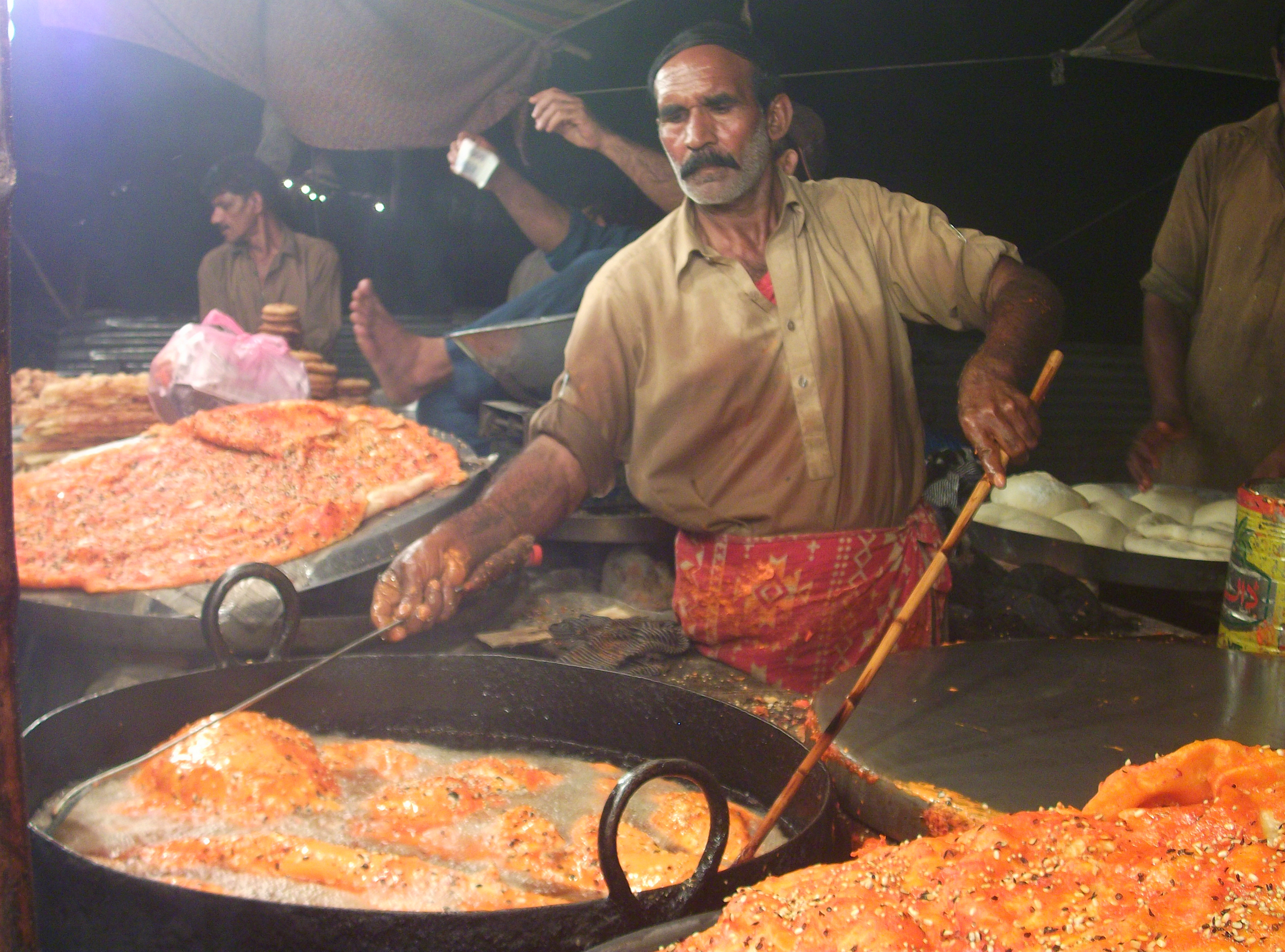
پخت قتلمه توسط ملا چراغان، لاهور

این نان از خمیر مخلوط شده با پودر فلفل قرمز تند، گرام ماسالا و رنگ خوراکی قرمز درست می‌شود. گلوله‌های کوچک این خمیر را برداشته و روی آن ماش سیاه، گشنیز و انار می‌پاشند. سپس خمیر را پهن می‌کنند و در روغن سرخ می‌کنند. گاهی قبل از سرخ کردن، روی آن را با (آرد نخودچی) نیز می‌پوشانند.
در بسیاری از نقاط اطراف پاکستان، قتلمه دارای خمیری بر پایه مخمر است و روی آن را گوشت چرخ‌کرده گوسفند ادویه دار می‌ریزند. این روش پخت با غذاهای گیاهی که عمدتاً در شهر شرقی لاهور سرو می‌شود تفاوت دارد.

### ترکیه
نوع ترکی این نان معمولاً به عنوان دسر با سرشیر (خامه لخته شده) درست می‌شود و مانند بسیاری از غذاهای لذیذ دیگر از غازی عینتاب، با پسته نیز پر شده و همچنین روی آن می‌ریزند.